# Lampria macquarti
Lampria macquarti är en tvåvingeart som först beskrevs av Perty 1833.  Lampria macquarti ingår i släktet Lampria och familjen rovflugor. Inga underarter finns listade i Catalogue of Life.